# Robert Zoellner

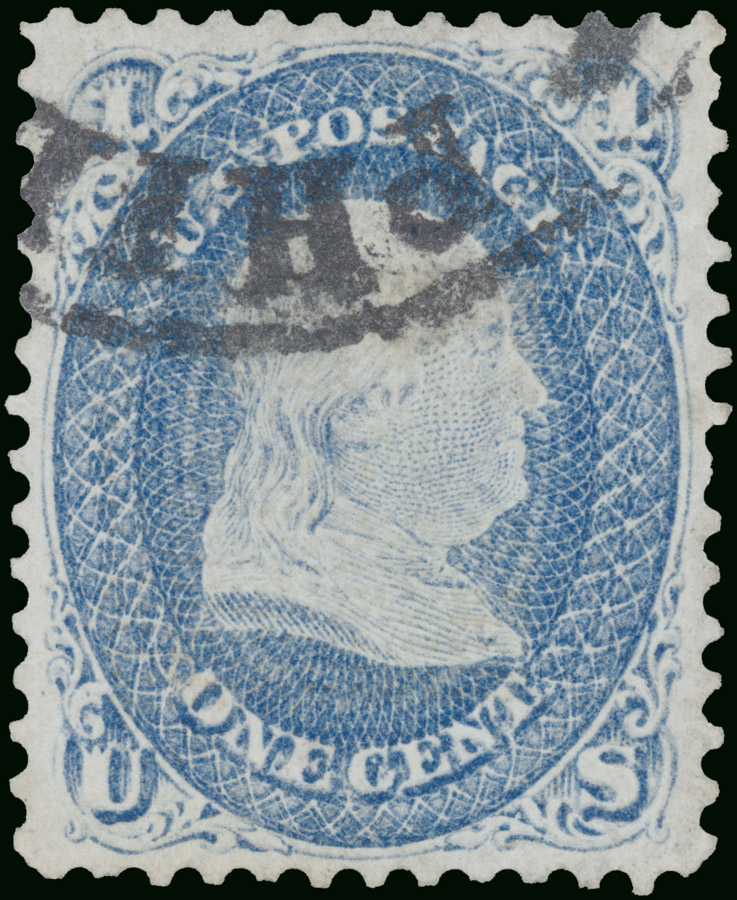
De Benjamin Franklin 1c Z-grill (het exemplaar uit de Zoellner-collectie)

Robert Zoellner is bekend geworden als de tweede filatelist met een complete postzegelverzameling van de Verenigde Staten na Benjamin K. Miller, die dit vóór 1925 deed. In 1996 bereikte hij zijn doel. De uitnodiging voor een grote postzegeltentoonstelling was al geaccepteerd toen in grote haast nog een aantal vakjes moest worden ingevuld. Dat is gelukt en de verzameling kreeg veel publiciteit en veel aandacht van bezoekers. Daarna was het met zijn belangstelling voor postzegels gedaan. De collectie werd in 1998 geveild, met een record-opbrengst. Van de verzameling resteert alleen nog een veilingcatalogus.
Het topstuk in de collectie was de Benjamin Franklin 1c Z-grill. Hiervan is slechts één exemplaar voor verzamelaars beschikbaar. Het tweede exemplaar zit in de collectie van de New York Public Library.
Ook de andere Z-grill zegels zijn zeer zeldzaam. Zoellner had het geluk dat in 1986 een aantal Z-grill zegels op de markt kwam.